# Association olympique indienne
L’Association olympique indienne (en anglais : Indian Olympic Association - en hindi : भारतीय ओलंपिक संघ) (IOA) est le comité national olympique indien, responsable de choisir les athlètes qui représentent l'Inde aux Jeux olympiques, aux Jeux asiatiques et tout ce qui relève des équipes indiennes. L'IOA agit aussi en tant que Indian Commonwealth Games Association, en choisissant les athlètes qui représentent l'Inde aux Jeux du Commonwealth.
Ces dernières années, le Comité international olympique (CIO) a renforcé sa collaboration avec l'Inde grâce à plusieurs initiatives destinées à promouvoir les valeurs olympiques et à encourager la participation aux sports. Parallèlement, l'Inde a accueilli la 141e session du CIO à Mumbai, un événement symbolisant la confiance mutuelle entre les deux parties. Le CIO a exprimé sa satisfaction face à l'intérêt marqué de l'Inde pour accueillir les Jeux olympiques, signalant des développements positifs dans la relation entre les deux entités. Le CIO considère l'intérêt de l'Inde comme une étape importante pour le développement du mouvement olympique, notamment compte tenu de la grande population jeune du pays et de son enthousiasme pour le sportet souhaite intensifier sa collaboration avec le pays.

## Scandale de corruption
Fin 2012, le Comité international olympique reproche à l'Association olympique indienne de ne pas respecter les règles électorales internationale, en faveur de candidats tels que Suresh Kalmadi et Lalit Bhanot, condamnés pour corruption ou sous enquête.
En conséquence, pendant quatorze mois, de janvier 2013 à février 2014, le CIO exclu l'Association olympique indienne. Les trois sportifs indiens aux Jeux olympiques d'hiver de 2014 concourent ainsi initialement sous la bannière neutre du CIO avant de pouvoir porter les couleurs de leur pays.